# 아다치 시노부
아다치 시노부(일본어: 安達 忍 あだち しのぶ[*], 1958년 4월 7일 ~ )는 일본의 성우. 도쿄도 출신. 테아도르 에코, 무브만 소속.

## 주요 배역

### 애니메이션
- 기동전사 건담 역습의 샤아 - 케라 수
- 기동전사 V건담 - 케이트 부시
- 날아라 호빵맨 - 토로로 군
- 닌자보이 란타로 - 타무라 미키에몬
- 디어 브라더 - 모나리자
- 리틀 위치 아카데미아 - 다릴 캐번디쉬
- 마동왕 그랑조트 - 라비
- 마잇칭구 마치코 선생님 - 세이죠 히로미
- 시끌별 녀석들
- 신세기 GPX 사이버 포뮬러 - 죠노우치 미키, 어린 카자미 하야토
- 심슨 가족
- 엄마는 4학년 - 켄타
- 우주에서 온 모자코
- 애천사전설 웨딩피치 - 녹튠
- 줄무늬 호랑이 시마지로 - 미도리하라 렌게
- 질풍! 아이언리거 - 와트
- 칼리메로 - 칼리메로
- 트랩일가 이야기 - 루페르트 폰 트랩
- 폭주형제 렛츠&고 - 미하엘 프리드리히 폰 바이트 젝커
- 허클베리 핀의 모험 - 톰 소여

### 외화 더빙
- 제니퍼 애니스턴 전담
  - 굿 걸 - 저스틴 라스트
  - 돈 많은 친구들 - 올리비아
  - 마더스 데이 - 샌디
  - 마이 프리텐드 와이프 - 캐서린
  - 바운티 헌터 - 니콜
  - 브레이크 업: 이별후애 - 브룩
  - 브루스 올마이티 - 그레이스 코널리
  - 스위치 - 캐시
  - 원더러스트 - 린다
  - 위 아 더 밀러스 - 로즈 오라일리
  - 폴리와 함께 - 폴리
  - 프렌즈 - 레이첼 그린
- 고스트버스터즈, 고스트버스터즈 2 - 제닌 멜니츠(애니 포츠) ※ 소프트 버전
- 라비앙 로즈 - 에디트 피아프(마리옹 코티야르)
- 소공녀 - 베키
- 컴퓨터 우주 탐험 - 볼프강(리버 피닉스)

### 특촬
- 초력전대 오레인저 - 집사 코체
- 수권전대 게키레인저 - 임수 스콜피온권의 소리사

### 게임
- 브레이브 펜서 무사시전 - 코지로
- 슈퍼로봇대전 - 아기하
- 쌍계의 - 인푸
- 킹덤 하츠 Birth by Sleep - 드리젤라